# Kakurenbo
Kakurenbo  (カクレンボ kakurenbo?) es un cortometraje japonés de animación escrito y dirigido por Shuhei Morita.
La película implica el juego de "Otokoyo" (オトコヨ?), una versión del juego de las escondidas llevado a cabo por niños que usan máscaras de zorro, cerca de las ruinas de una vieja abandonada inspirado en la ciudad Kowloon. Los niños que juegan esto desaparecen, y se cree que son atrapados por demonios. Kakurenbo sigue a Hikora, un niño que se une al juego con la esperanza de encontrar a su hermana desaparecida, Sorincha.

## Argumento
Según la leyenda urbana, en una ciudad abandonada se juega el Otokoyo una extraña versión del Kakurenbo, versión tradicional japonesa del juego del escondite. En el Otokoyo los niños que deseen participar deben ocultar sus rostros con máscaras de zorros y seguir las pistas que los llevarán al punto de inicio del juego; una vez que haya siete niños se iniciará el juego de las escondidas por los oscuros callejones de la ciudad. Sin embargo los rumores dicen que los niños desaparecen uno a uno cada vez que participan, y que los culpables de estas desapariciones son onis (en el kakurenbo el encargado de buscar a los que se ocultan es llamado Oni).
Una noche, un niño llamado Hikora decide participar y entrar al territorio prohibido del Otokoyo para buscar a Sorincha, su hermana, quien es uno de los niños desaparecidos en el juego anterior. Él y otros siete niños deben ponerse sus máscaras de zorro y abrirse paso a través de callejones y ruinas y como si fuera poco, también deben huir de un grupo de demonios que los persiguen.

## Personajes
Hikora (ヒコラ?)
 Seiyū: Junko Takeuchi
Es un muchacho que está jugando para tratar de encontrar a Sorincha, su hermana, quien desapareció en el último Otokoyo, por lo que cree que jugando podrá encontrar alguna pista de su paradero. Temeroso, pero aun así no se amedrentará en su búsqueda.
Sorincha (ソリンチャ?)
 Seiyū: Masami Suzuki
Es una niña silenciosa, que según Hikora, se parece mucho a su hermana.
Yaimao (ヤイマオ?)
 Seiyū: Makoto Ueki
Es otro participante del Otokoyo, al instante de conocerse trabó amistad con Hikora. Está participando en el juego para descubrir lo que hay tras la desaparición de los niños y detenerlo. Al conocer la historia de Hikora, decide ayudarlo en su búsqueda.
Noshiga (ノシガ?)
 Seiyū: Rei Naitou
Un muchacho enorme y fuerte, líder de su pequeña pandilla, dice que no le tiene miedo a los demonios del juego ni a la posibilidad de desaparecer, por lo que afirma que si se encuentra con ellos los derrotará. Él y sus amigos están jugando para intentar descubrir la verdad acerca de los demonios, las desapariciones y demostrarse como los más valientes.
Tachiji (タチジ?)
 Seiyū: Mika Ishibashi
Uno de los miembros de la pandilla de Noshiga. Es el más inteligente de los tres, pero eso no significa mucho estando a las órdenes de Noshiga, especialmente ya que no destaca por su valor.
Suku (スク?)
 Seiyū: Akiko Kobayashi
El otro miembro de la pandilla de Noshiga. Intenta mostrar la actitud más ruda del trío, aunque físicamente es el más bajo y menos desarrollado del grupo.
Inmu (インム?)
Hermana gemelo de Yanku. Las razones por las que está jugando son un misterio. Por su actitud se cree que es por el gusto de saborear el peligro.
Yanku (ヤンク?)
Hermano gemelo de Inmu. Al igual que su hermano, se desconocen las razones por las que juega.

## Demonios
Una vez que los niños empiezan a jugar, son perseguidos por 4 demonios y por el "Oni" (la persona que "la lleva").
- Kimotori (肝取り): Un demonio rojo con rasgos humanoides, lleva un cuchillo ensangrentado en cada mano y una rueda de molino en su espalda. Su nombre se traduce como "El ladrón de Carne" o "El ladrón de vida"
- Chitori　(血取り): Un demonio en forma de león cornudo. Su nombre se traduce como "El Ladrón de sangre".
- Aburatori　(油取り): Dos demonios en una carretilla con forma de perro, sin embargo todos son una sola entidad. Su nombre se traduce como "El ladrón de grasa" (Grasa humana).
- Kotori (子取り): Un demonio con ocho brazos. Su nombre se traduce como "El ladrón de niños". A diferencia de los otros demonios parece estar más enfocado en custodiar la fuente de energía de la ciudad que de perseguir a los niños.
- Oni (鬼): El demonio no se da a conocer su identidad hasta el desenlace de la historia, pero en un pergamino donde se describen los demonios se lo muestra como un zorro encadenado. Si bien en Japón generalmente el oni en un demonio con forma de Ogro, en esta historia hace referencia a un zorro de nueve colas.